# Ramatlabama
Ramatlabama is een dorp in het district Southern in Botswana. De plaats telt 1328 inwoners (2011).